# Jesús Puig i Noguera
Jesús Puig i Noguera (la Font d'en Carròs, la Safor, 1945) és un polític i professor valencià.
Llicenciat en Filosofia i Ciències de l'Educació fou el primer alcalde nacionalista del País Valencià de l'etapa democràtica al seu poble, la Font d'en Carròs (la Safor) en els primers anys (1979-1981) de la legislatura constituent.
Jesús Puig és professor de Psicologia de la Universitat de València en excedència i inspector de la Conselleria d'Educació. Actualment col·labora al periòdic Levante-EMV amb una columna d'opinió setmanal.

## Trajectòria política
Fundador i primer president del Partit Nacionalista del País Valencià (PNPV) amb el qual guanyà les eleccions municipals del seu poble amb un marge de 63 vots sobre la UCD. Impulsà des de la corporació local la valencianització del nom de municipi, anteriorment castellanitzat amb el nom de Fuente Encarroz, pel que es convertí en el primer ajuntament en oficialtzar el canvi de nom del castellà al valencià-català. També impulsà l'ensenyament en valencià durant la preautonomia a través de reunions a l'ajuntament amb insignes valencianistes com Vicent Ventura, Manuel Sanchis i Guarner, Josep Iborra, Francesc de Paula Burguera (amb qui fundaria el PNPV), Ferrer Pastor o Josep Piera. Va deixar l'alcaldia abans d'acabar la legislatura el que obligà a una gestora presidida per Jacinto Jiménez (UCD) a dirigir el consistori.
Després del fracàs polític del PNPV, Jesús Puig ingressà al PSPV-PSOE el 1980 i resultà elegit diputat a les Corts Valencianes entre 1991 i 1995. Puig renuncià al sou de diputat i va comptabilitzar la tasca de diputat amb la seua professió d'Inspector d'Educació. Puig va allunyar-se del PSPV a mesura que els casos de corrupció eixien a la llum el que desembocà amb la pèrdua de la Generalitat Valenciana el 1995 i les lluites internes pel control del partit.